# Isla del Cayacal
Isla del Cayacal är en halvö i Mexiko. På ön ligger hamnen i Lázaro Cárdenas, en av de största handelshamnarna vid Stilla havet. Den tillhör kommunen Lázaro Cárdenas i delstaten Michoacán, i den sydvästra delen av landet.